# 蒙哥馬利 (密歇根州)
蒙哥馬利（英語：Montgomery）是位於美國密歇根州希爾斯代爾縣卡姆登鎮區的一個村。

## 人口
根據2020年美國人口普查的數據，蒙哥馬利的面積為2.60平方千米，當中陸地面積為2.60平方千米，而水域面積為0.00平方千米。當地共有人口322人，而人口密度為每平方千米123人。